# Whitegate
Whitegate (Iers: An Geata Bán, het witte hek) is een dorp in het noordoosten van County Clare, Ierland. Het is gelegen aan de R352, dicht bij de grens met County Galway en Lough Derg.
In 1942 had het dorp 160 inwoners. In 2006 was dit gestegen tot 218, waar in 2011 was dit weer gezakt tot 176 inwoners.
De meeste oude gebouwen zijn inmiddels verdwenen, maar de banden met het verleden zijn nog sterk. De in onbruik geraakte kerk is nu in gebruik als opslagplaats en houthandel. Het oudste gebouw in Whitegate is de ruïne van een huis aan een zijweg.
Aan Main Street is een nieuwe kerk en een aantal nieuwe huizen gebouwd, zodat de gemeenschap weer gezond te noemen is. De Lakyle National School telt 40 leerlingen en is groeiende.
In het May Bank Holiday Weekend (het weekeinde voor de eerste maandag van mei, een Bank Holiday) is er het Whitegate May Bank Holiday Festival.